# Myschanka
Die Myschanka (belarussisch Мышанка) ist ein 109 km langer Fluss in der Breszkaja Woblasz in Belarus. Der Fluss entspringt im südlichen Teil der Nawahrudak-Höhen in der Nähe des Dorfes Bujnjawitschy im Rajon Baranawitschy, fließt durch Baranawitschy-Ebene und mündet als rechter Zufluss in die Schtschara 1 km südöstlich des Dorfes Selzy im Rajon Iwazewitschy.
Die größten Zuflüsse sind Malatouka und Mutwiza.